# Reynaldo Hernández
Reynaldo Antonio Hernández Villegas (Concepción Batres, 11 settembre 1984) è un ex calciatore salvadoregno, di ruolo difensore.

## Caratteristiche tecniche
Era un terzino sinistro.

## Carriera

### Club
Ha cominciato a giocare nel Vista Hermosa, in cui ha militato fino al 2012. Nel 2012 è stato acquistato dall'Águila. Il 23 agosto 2013 annuncia il suo ritiro.

### Nazionale
Ha debuttato in Nazionale il 30 maggio 2009, nell'amichevole Giamaica-El Salvador (0-0). Ha partecipato, con la Nazionale, alla CONCACAF Gold Cup 2011. Ha collezionato in totale, con la maglia della Nazionale, 10 presenze.